# Gatotkacha

El ráksasa Gatotkacha ataca a Karna.

Gatotkacha adoraba a su padre Bhima.

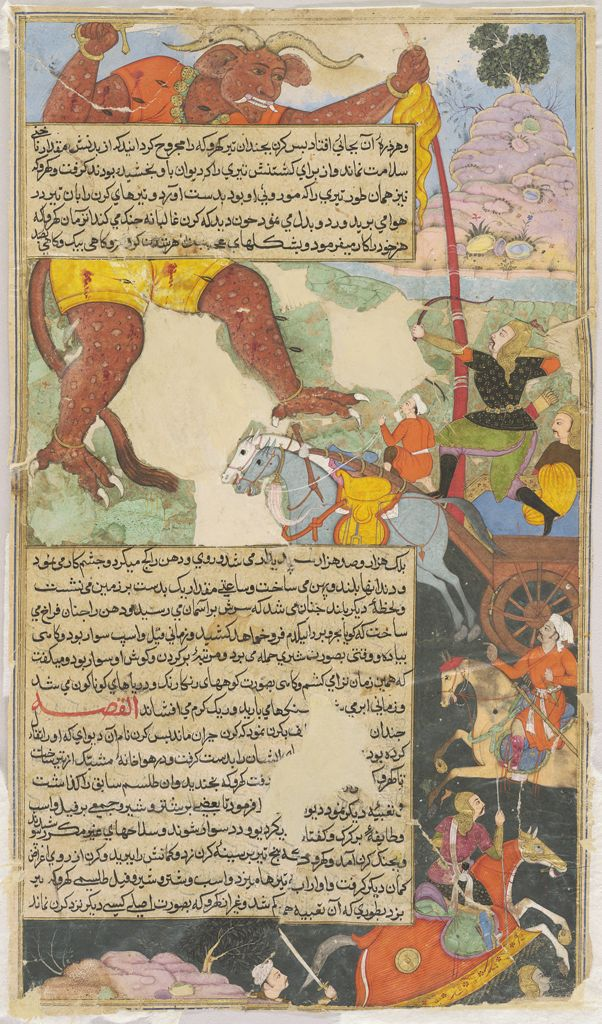
Karna ataca a Gatotkacha (1616-1617). Obra de artista desconocido. Ilustración del Majabarata, periodo mogol. Tinta, acuarela opaca y oro sobre papel. Dimensiones: 368 × 206 mm. Museo de Arte "Arthur M. Sackler", en Harvard.

Gatotkacha es un personaje del Majabárata, que es uno de los dos clásicos épicos de la literatura sánscrita de la antigua India, siendo el otro el Ramaiana (ambos compuestos hacia el siglo III a. C.).
Era hijo del pándava Bhima y de la giganta Jidimbi (la hermana del demonio Jidimba, que había sido matado por Bhima).
En la mítica guerra de Kurukshetra (la escena central del Majabárata) peleó del lado de los Pándavas.

## Nombre sánscrito
- ghaṭotkaca en el sistema AITS (alfabeto internacional para la transliteración del sánscrito).[2]
- घटोत्कच en escritura devanagari del sánscrito.[2]
- Pronunciación:
  - /gatotkácha/ en sánscrito[2] o bien
  - /gatótkacha/ en varios idiomas modernos (como el inglés).
- Etimología: ‘calvo [cabeza de] olla’.[2]
  - ghaṭa: olla o vasija de cerámica
  - utkacha: calvo

## Leyenda
Gatotkacha era el hijo del pándava Bhima y de la giganta Jidimbaa (hermana del ráksasa Jidimba, asesinado por Bhima). Su parentesco materno lo hacía mitad humano y mitad ráksasa. Tenía poderes mágicos, tales como la capacidad de volar. Eso lo volvió una pieza clave en la guerra de Kurukshetra, que es el clímax de la obra.
Su nombre le fue dado debido a que su cabeza tenía forma de olla (ghatam) y era calva (utkacha).
Cuando era joven, Gatotkacha vivía con su madre, Jidimbi. Un día recibió una perla que obsequió a su primo Abhimaniu (el hijo de Aryuna).
Gatotkacha es considerado como una figura leal y humilde. Él se puso a sí mismo y a sus seguidores a disposición de su padre Bhima en cualquier momento. Todo lo que Bhima tenía que hacer era pensar en él, y aparecería volando por los aires. Como su padre, Gatotkacha luchaba principalmente con la maza.
Su esposa era Ajilavati y su hijo se llamaba Barbarika (el cual es un nombre del dios Shiva, y es una manera particular de arreglar el cabello ensortijado). De acuerdo con Krishna y Meghavarna, Barbarika era el kshatriya (guerrero) más fuerte.

### Rol en la guerra de Kurukshetra
En el Majabarata, Gatotkacha fue convocado por Bhima a luchar del lado de los Pandavas en la batalla de Kurukshetra. Invocando sus poderes mágicos, él hizo grandes estragos en el ejército kaurava. Realizó muchos actos heroicos y peleó numerosos duelos personales con varios grandes guerreros, incluido el rey Bhagadatta (montado sobre un elefante), el ráksasa Alamvusha y Aswatthaman (el hijo de Drona).
La última pelea de Gatotkacha fue con su tío ignoto Kamsa (quien desconocía su parentesco con los Pandavas y estaba peleando contra ellos).
El día de la muerte de Yaiadrata, cuando la batalla continuó después de la puesta de sol, sus poderes se desarrollaron al máximo de eficacia (debido a que los ráksasas son más poderosos por la noche). Gatotkacha había recibido la bendición de Krishna de que nadie en todos los mundos podría igualar sus capacidades mágicas, excepto el propio Krishna.
En el medio de la oscuridad de la noche, Gatotkacha comenzó a atacar incesantemente al ejército kaurava desde el aire. La matanza fue tan grande que todos supieron que los kauravas iban a ser aniquilados antes del amanecer. Duryodhana ―el líder de los kauravas ― supo que esa misma noche perdería la guerra. Entonces apeló a su mejor guerrero, Karna, para combatir a Gatotkacha.
Karna y Gatotkacha se enzarzaron en un feroz duelo, y todos los miles de guerreros de ambos bandos quedaron en silencio, observando con estupor. Tras una larga pelea, Gatotkacha empezó a utilizar sus tácticas de magia negra, poniendo a Karna en peligro seguro de muerte. Karna poseía un arma divina secreta infalible llamada indrastra (el arma de Indra) naikartana o vasavá shakti (la energía de Vasavá [Indra, el líder de los vasus]), que le había sido otorgada por el dios Indra. Como se podía utilizar una sola vez, Karna la había estado guardando para matar a su archienemigo, el único rival que se encontraba a la altura de él: su hermano Arjuna (aunque ambos no sabían que eran hermanos).

Karna lanzó el indrastra contra el volador Gatotkacha, quien reconoció instantáneamente la energía divina del arma, y utilizó todos sus poderes para aumentar su tamaño y peso. Al ser alcanzado por el indrastra, Gatotkacha murió instantáneamente y cayó sobre los espectadores kauravas. En ese solo acto aplastó un aksaujini (máxima unidad militar de la mitología hinduista, que consistía en 21 870 carros de guerra, 21 870 elefantes; 65 610 soldados a caballo, y 109 350 soldados de infantería).
Este fue un punto importante de inflexión de la guerra. En el momento en que Gatotkacha moría, el consejero de los pandavas, el dios Krishna sonrió, ya que entendió que los kauravas acababan de ser vencidos por los pandavas ahora que Karna ya no tenía la única arma divina con la que hubiera podido matar a Aryuna.
Debido a este asesinato, Karna recibió el nombre de Gatotkacha Antaka (el que dio fin a Gatotkacha).
Cuando pocos días después Aryuna mató a Karna en la batalla, fue gracias al sacrificio de su sobrino Gatotkacha en batalla, ya que Karna había tenido que gastar su arma secreta.

## Templo

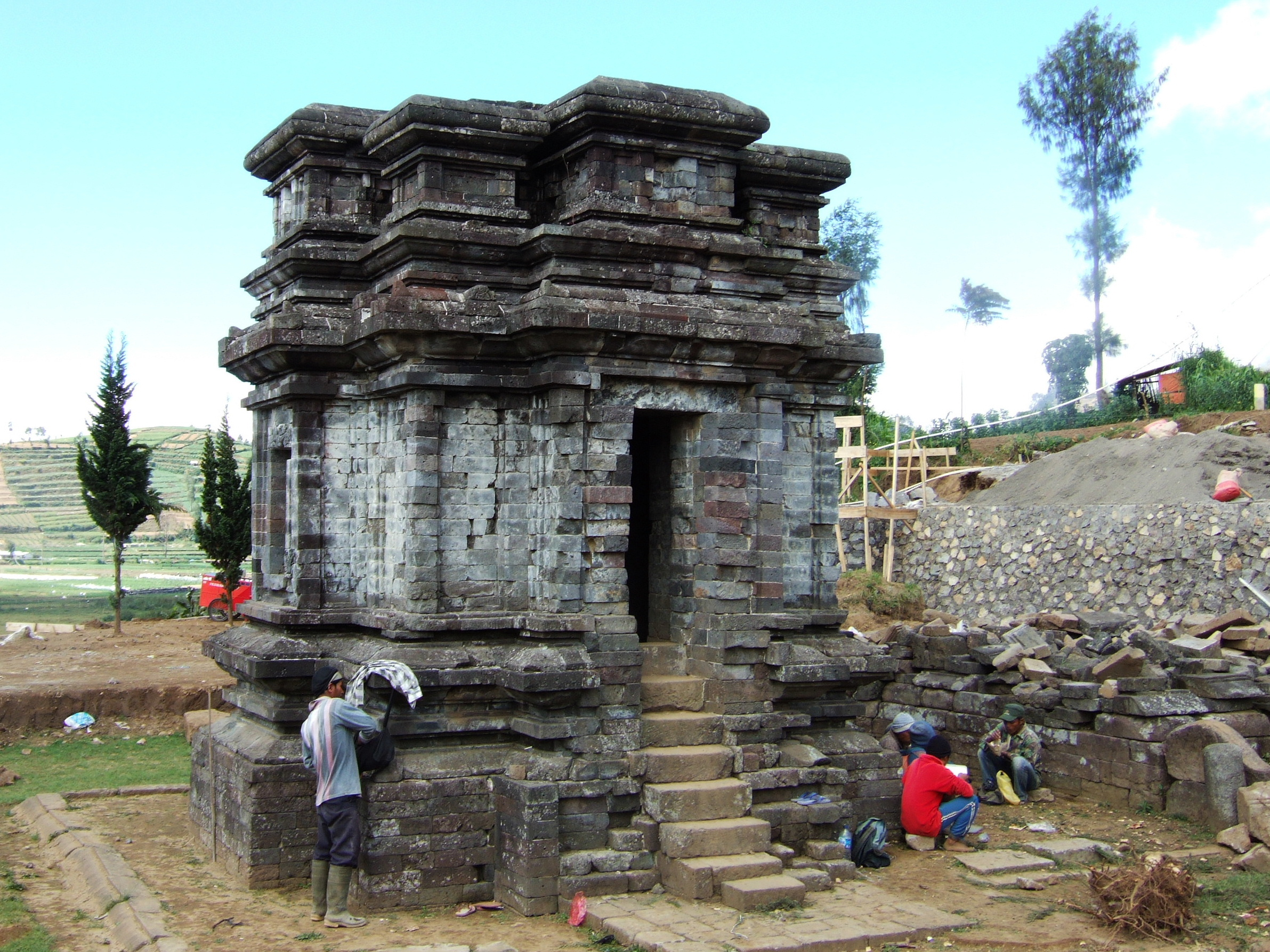
Templo de Gatotkacha en Dieng, ubicado en Java Central (Indonesia).

En la localidad de Dieng, ubicada en Java Central (Indonesia) existe un templo de Gatotkacha.
En la localidad de Manali, ubicada en el estado de Himachal Pradesh (India) cerca de templo de Hidimba Devi (la diosa Jidimba) hay un templo dedicado a Gatotkacha (hijo de Jidimba).